# 링하이시

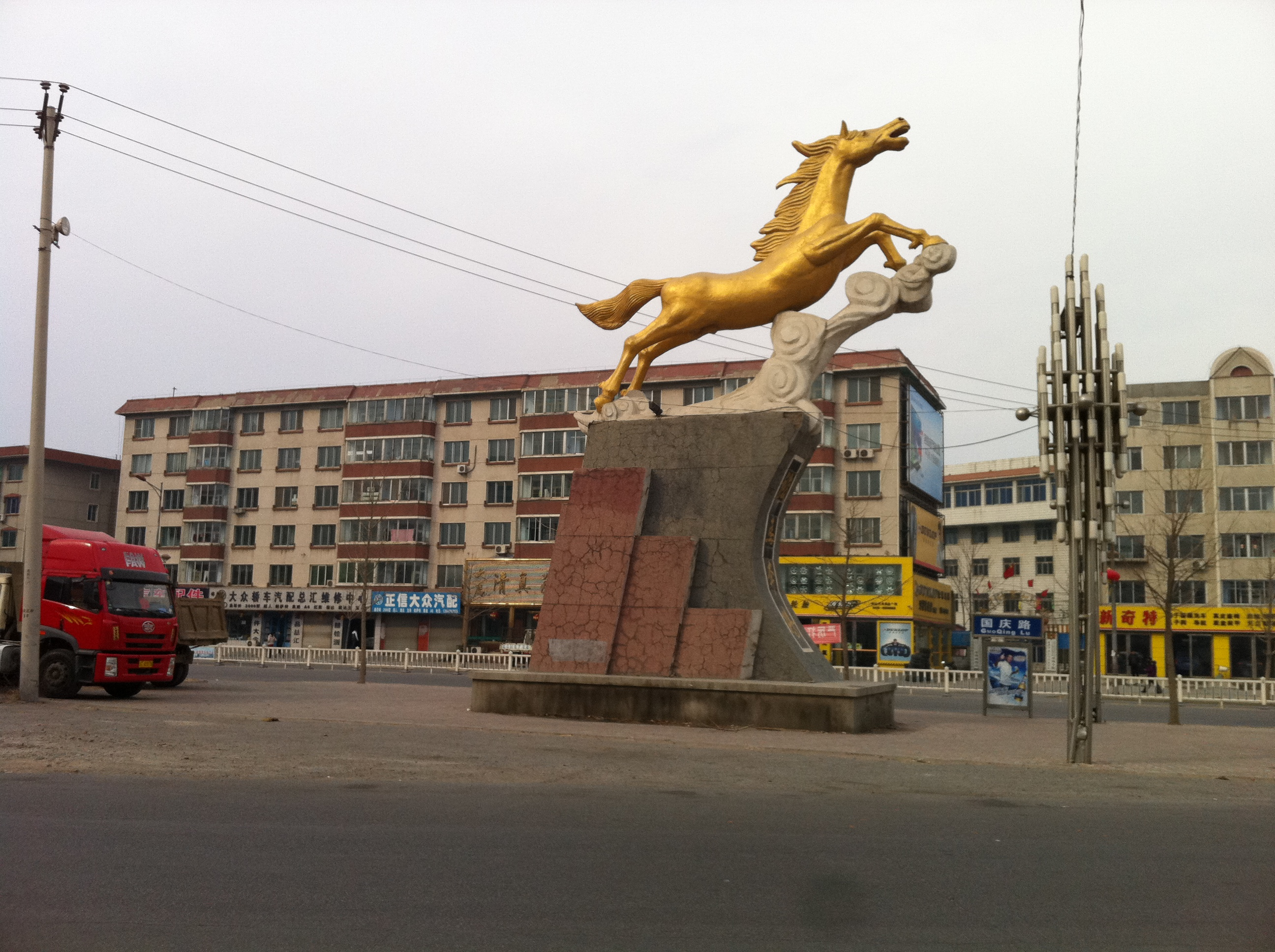

링하이시(한국어: 능해시, 중국어: 凌海市, 병음: Línghǎi Shì)는 중화인민공화국 랴오닝성 진저우시의 행정구역이다. 넓이는 2862km2이고, 인구는 2007년 기준으로 580,000명이다.

## 행정 구역
2개 가도, 11개 진, 7개 향, 1개 민족향을 관할한다.
- 가도: 大凌河街道, 金城街道.
- 진: 石山镇, 余积镇, 双羊镇, 班吉塔镇, 沈家台镇, 三台子镇, 右卫满族镇, 闫家镇, 新庄子镇, 娘娘宫镇, 翠岩镇.
- 향: 大业乡, 西八千乡, 建业乡, 白台子乡, 谢屯乡, 安屯乡, 板石沟乡.
- 민족향: 温滴楼满族乡